# Eurhadina betularia
Eurhadina betularia är en insektsart som beskrevs av Anufriev 1969. Eurhadina betularia ingår i släktet Eurhadina och familjen dvärgstritar. Inga underarter finns listade i Catalogue of Life.